# La voce del silenzio
 (juillet 2022).
Singles par Tony Del Monaco
Parla tu, cuore mio
(1967) Magia
(1968)
Singles par Dionne Warwick
I Say a Little Prayer
(1967) Do You Know the Way to San José
(1968)
La voce del silenzio est une chanson écrite par le duo Limiti-Mogol et composée par Elio Isola.

## Histoire
La chanson a été présentée à la dix-huitième édition du festival de Sanremo (1968) par Tony Del Monaco dans une double performance avec Dionne Warwick. Les deux chanteurs qui étaient jumelés, ont été rabroués par les médias et la chanson n'a pas eu beaucoup de succès, se classant à la 14e place avec 28 points, c'est-à-dire dernière des finalistes.

## Origines de la mélodie
Le début de la mélodie correspond au thème principal du Prélude en ut mineur (BWV 871), tiré du deuxième volume du Clavier bien tempéré de J. S. Bach.

## Reprises
Le succès est venu grâce à Mina, qui a enregistré une reprise. Ensuite la chanson a été réinterprétée par d'autres artistes, dont : les Aphrodite's Child, Loretta Goggi, Mia Martini, Paul Mauriat (instrumental), Orietta Berti, Massimo Ranieri, Rita Pavone, Farida, Giuliano Palma & the Bluebeaters (it), Tiziana Rivale, Ornella Vanoni, Giuliana Danzé, Alex Baroni, Silvia Mezzanotte, Daniela Pedali (it), Francesco Renga, Anna Oxa, Iva Zanicchi, les New Trolls, Jenny B (it), Chiara Civello, Gilda Giuliani (it), Franco Simone, Irene Fargo, Archibald & Tim (instrumental), Mirna Doris (it), Renato Zero, les Musica Nuda, Riccardo Fogli, Enrico Intra (instrumental), Diodato, Andrea Bocelli, Manuela Villa (it) (fille du « petit roi » Claudio), Cristian Imparato (en), Elisa, Dolcenera avec les Neri per Caso, Maryam Tancredi, Chiara Iezzi, Ivana Spagna, Giovanna (it), Il Volo, Alberto Urso (it), etc.

### 45 tours
| A. | La voce del silenzio (Sanremo 1968 (it)) | - Paolo Limiti - Mogol                     | Elio Isola         | 3:08 |
| B. | Una piccola candela                      | Giancarlo Guardabassi (it) Tony Del Monaco | Enrico Polito (it) | ?    |

| A. | La voce del silenzio (Sanremo 1968) | - Paolo Limiti - Mogol | Elio Isola | 3:08 |
| B. | Unchained Melody                    | Hy Zaret (it)          | Alex North | 4:11 |

### Adaptations étrangères
États-Unis
| No | Titre         | Paroles       | Musique    | Chantée par    | Durée |
| -- | ------------- | ------------- | ---------- | -------------- | ----- |
| 1. | Silent Voices | Norman Monath | Elio Isola | Dionne Warwick | 3:35  |

 Royaume-Uni
| No | Titre         | Paroles       | Musique    | Chantée par | Durée |
| -- | ------------- | ------------- | ---------- | ----------- | ----- |
| 2. | Silent Voices | Norman Monath | Elio Isola | Tom Jones   | 3:08  |

 Brésil
| No | Titre             | Paroles                | Musique    | Chantée par          | Durée |
| -- | ----------------- | ---------------------- | ---------- | -------------------- | ----- |
| 3. | A voz do silêncio | Nazareno de Brito (pt) | Elio Isola | Agnaldo Timóteo (en) | 3:14  |

 Finlande
| No | Titre             | Paroles            | Musique    | Chantée par   | Durée |
| -- | ----------------- | ------------------ | ---------- | ------------- | ----- |
| 4. | Hiljaisuuden ääni | Sauvo Puhtila (fi) | Elio Isola | Iris Keinänen | 3:25  |

 Venezuela
| No | Titre               | Paroles           | Musique    | Chantée par    | Durée |
| -- | ------------------- | ----------------- | ---------- | -------------- | ----- |
| 5. | La voz del silencio | Laureano González | Elio Isola | Hector Cabrera | 3:08  |

 Chili
| No | Titre               | Paroles           | Musique    | Chantée par           | Durée |
| -- | ------------------- | ----------------- | ---------- | --------------------- | ----- |
| 6. | La voz del silencio | Laureano González | Elio Isola | Gloria Simonetti (it) | 3:30  |

 Porto Rico
| No | Titre               | Paroles           | Musique    | Chantée par     | Durée |
| -- | ------------------- | ----------------- | ---------- | --------------- | ----- |
| 7. | La voz del silencio | Laureano González | Elio Isola | Yolandita Monge | 3:08  |

## Hommages
- Francesco Renga la chante au Festival de Sanremo 2010[5].
- Andrea Bocelli, au Festival de Sanremo 2013 (it)[5].
- Chiara Iezzi, à The Voice of Italy.
- Ornella Vanoni, à la 3e soirée du Festival de Sanremo 2020 (dite Sanremo 70)[5] avec Alberto Urso (it).